# Giulia Salzano
Giulia Salzano, S.C.S.C. (13. října 1846 Santa Maria Capua Vetere – 17. května 1929 Casoria) byla italská římskokatolická řeholnice a učitelka, zakladatelka a členka kongregace Sester katechetek Nejsvětějšího Srdce. Katolická církev ji uctívá jako světici.

## Život

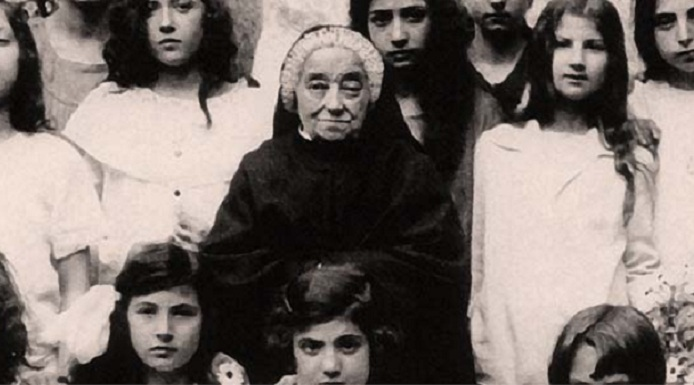
Bl. Giulia Salzano se svými studenty

Narodila 13. října 1846 v Santa Maria Capua Vetere jako čtvrté ze sedmi dětí Diega Salzana a Adelaide Valentino. Pokřtěna byla ještě v den svého narození. Její otec, který byl kapitán ve službách krále Ferdinanda II. zemřel v roce 1850. Jelikož se její matka nemohla o všechny děti postarat byla v listopadu roku 1850 poslána do sirotčince v San Nicola la Strada, v němž působily řeholní sestry, které ji vychovávaly. V sirotčinci zůstala až do roku 1861, kdy se vrátila k rodině.
Dne 8. prosince 1854 přijala své první svaté přijímání a roku 1860 svátost biřmování. V té době složila soukromý slib panenství. Studovala v Casertě, kde roku 1865 obdržela magisterský titul, načež působila jako učitelka a katechetka v Casorii. Úzce spolupracovala se sv. Caterinou Volpicelli, se kterou ji seznámil neapolský arcibiskup a kardinál ct. Sisto Riario Sforza.
Od roku 1882 začala intenzivně uvažovat o řeholním životě a po nějaké době začala připravovat založení nové ženské řeholní kongregace, do které by také vstoupila. V tomto ji podpořila řada duchovních, např. sv. Ludvík z Casorie.
Dne 21. listopadu 1905 založila kongregaci Sester katechetek Nejsvětějšího Srdce a sama do ní vstoupila. Byla známa svou oddaností k Panně Marii a propagovala úctu k Nejsvětějšímu Srdci Ježíšovu.
Zemřela dne 17. května 1929 v Casorii. Její ostatky jsou uloženy v mateřském domě jí založené kongregace v Casorii.

## Úcta
Její beatifikační proces započal dne 4. dubna 1974, čímž obdržela titul služebnice Boží. Dne 23. dubna 2002 ji papež sv. Jan Pavel II. podepsáním dekretu o jejích hrdinských ctnostech prohlásil za ctihodnou. Dne 20. prosince 2002 byl uznán první zázrak na její přímluvu, potřebný pro její blahořečení.
Blahořečena pak byla dne 29. dubna 2003 na Svatopetrském náměstí papežem sv. Janem Pavlem II. Dne 19. prosince 2009 byl uznán druhý zázrak na její přímluvu, potřebný pro její svatořečení. Svatořečena pak byla dne 17. října 2010 na Svatopetrském náměstí papežem Benediktem XVI.
Její památka je připomínána 17. května. Bývá zobrazována v řeholním oděvu. Je patronkou jí založené kongregace.